# Michel Vandebergue
Michel Vandebergue, dit Deshautschamps, né le 29 octobre 1732 à Orléans (Loiret), mort le 10 janvier 1806 à Saint-Germain-en-Laye (Yvelines), est un général de brigade de la Révolution française.

## Biographie
Michel Vandebergue est le fils  de Michel Vandebergue (1696-1738), seigneur des Hauts Champs, raffineur à Orléans, et de Marie-Madeleine Jogues. Il est un parent de Claude Vandebergue-Seurrat.
Il entre en service le 28 mars 1754, comme lieutenant au régiment de Navarre, puis il est reçu au concours d’entré à l’école du génie de Mézières, et en 1786, il est affecté à Fort-Louis. Ingénieur militaire dans le corps du génie, il quitte le service en 1791 avec le grade de colonel.
Il est promu général de brigade le 12 octobre 1792 à l’armée des Vosges. Le 11 février 1793, il prend le commandement provisoire de la 6e région militaire, et il est mis en non activité le 24 février 1793.
Rappelé le 22 mars 1796, il est nommé directeur de l’École polytechnique, fonction qu’il exerce deux fois en 1796 – 1797 et en 1798 – 1799.
Le 23 septembre 1799, il est admis à la retraite.